# Makinavaja
Makinavaja, el último choriso és una sèrie d'historietes creada pel dibuixant català Ivà i que es publicà setmanalment, a la revista El Jueves, des del 1986 fins al 1994.

## Origen del personatge
El personatge està inspirat en Mack the Knife (de l'anglès: Mack ganivet), adaptació anglesa de Mackie Messer (de l'alemany: Mackie ganivet) una coneguda i versionada cançó alemanya la lletra original de la qual, atribuïda a Bertolt Brecht, relata la història d'un despietat assassí dels baixos fons. Brecht s'hauria basat en Macheath, personatge delictiu provinent de l'òpera de belades anglesa The Beggar's Opera, escrita per John Gay en 1728. En espanyol la cançó de Rubén Blades 'Pedro Navaja' és una revisió d'aquest famós bandit rondaire de ficció.
De fet, en un dels còmics de Makinavaja, el nebot de "Maki" canta una cançó punk en un club. La cançó és, bàsicament, una traducció literal a l'espanyol de Mack the Knife amb Makinavaja com protagonista.

## Descripció
El personatge del còmic dibuixat per Ivà, i publicat en El Jueves és un vulgar atracador al vell estil, que porta tupè i que al costat dels seus inseparables companys, "Popeye" (Popi) i "Mustafà" (també conegut com a "Mojamé" o "Moromielda"), passeja pels carrers de Barcelona cometent tota mena de delictes. Maki té una peculiar forma de viure la vida, a vegades filòsof i en altres poeta, i de marcada tendència anarquista.
Per norma general es troben sovint en una taverna del "Barri Xinès" anomenada "El Pirata" on gràcies al regent, (al que anomenen el Pirata), solen guardar tot tipus d'armes, droga i algun cadàver enterrat en el celler.
El còmic es caracteritza per l'expressivitat en els rostres dels personatges i pel particular vocabulari que utilitzen, transcrivint-se la fonètica i no el gramaticalment correcte, a més de l'ús de l'argot propi (o inventat) dels delinqüents, policia, o els personatges que pululen per les historietes. Per exemple, algunes de les seues expressions habituals són: "po fueno, po fale, po malegro", així com l'ampli ús de renecs i expressions grolleres, que introdueixen encara més al lector en aqueix món sòrdid dels baixos fons.
L'autor va viure de jove en pensions de la rambla de Barcelona, i allí va respirar, envoltat de prostitutes, delinqüents i policies, el mateix ambient que anys més tard va recrear perfectament en els seus còmics. Sovint, les seues aventures expressen idees filosòfiques i polítiques, algunes de les quals eren les pròpies de l'autor, de marcat caràcter esquerranós i a qui els seus propis amics tractaven com teòric de la revolució, fent gala d'un gran cinisme, i un sentit de la vida molt particular.
La publicació de Makinavaja va gaudir de gran èxit. Es va convertir ràpidament en la més popular de les historietes de la revista El Jueves, al costat de les Historias de la Puta Mili, del mateix autor. Ambdues sèries van ser publicades també en diversos àlbums recopilatoris que agrupaven les històries que anaven apareixent setmanalment en El Jueves, àlbums que han estat reeditats posteriorment.

## Adaptacions
- Teatre: En 1989 se'n va estrenar una obra de teatre, protagonitzada per Ferran Rañé.[2]
- Cine: També es van fer el 1992 dues pel·lícules basades en el còmic, Makinavaja, el último choriso i Semos Peligrosos, usease Makinavaja 2 dirigides per Carlos Suárez i que protagonitzaren Andrés Pajares i Jesús Bonilla.[2]
- Televisió: Finalment, es va emetre una sèrie de televisió a TVE (1995), protagonitzada per Pepe Rubianes, que va tenir una destacable audiència.

La lletra de la cançó, tant de la sèrie com de la pel·lícula, la va compondre, en part, el mateix Ivà, i apareix en una de les historietes interpretada pel Pitufo, nebot de Maki.

## Curiositats
- El grup navarrés Tijuana in Blue té una cançó dedicada al personatge anomenada Makinavaja, el último choriso.
- En alguns capítols de l'adaptació televisiva apareix el paper de Fernandez, interpretat per Pere Pladevall que posteriorment fou alcalde socialista de Sant Feliu de Codines.[3][4]